# هیکوری گروو (کارولینای جنوبی)
هیکوری گروو(به انگلیسی: Hickory Grove) شهری در ایالت کارولینای جنوبی کشور ایالات متحده آمریکا است که جمعیت آن در سرشماری سال ۲۰۱۰ میلادی، ۴۴۰ نفر بوده‌است.